# Milburn (Nouvelle-Zélande)
Milburn est une petite localité située à environ 3 kilomètres au nord de la ville de Milton, située dans l’île du Sud de la Nouvelle-Zélande.

## Prison de Milburn
Milburn est depuis 2007, le siège de la maison de correction d’Otago (en).
Cette prison pour homme, de faible à moyenne sécurité, est située à l’extrémité nord de la ville de Milburn, et c’est la plus grande de la région d‘Otago, abritant 485 prisonniers  et employant 201 personnes

## Carrières
Milburn est aussi connu localement pour des carrières de calcaire. 
De nombreux milliers de tonnes de calcaire coquillier sont extraits des collines séparant le fleuve Tokomairiro  et le lac Waihola (en) chaque année pour être utilisées comme fertilisants.
Un grand fossile de baleine peut-être visible sur une zone d’exposition au niveau d’un point de vue sur la carrière donnant sur la plaine de Tokomairiro et le lac Waihola.

## Toponymie
Milburn fut dénommé d’après ‘Morris Milburn’, qui vint en Nouvelle-Zélande à partir du Sunderland, situé au nord-est de l’Angleterre en 1858. 
Il arriva au port de Lyttleton à bord du navire The Zealandi. 
Il voyagea ensuite par voie de terre vers Dunedin, faisant la plus grande partie du chemin à pied. 
Dans la région d’Otago, il suivit la direction des champs aurifères avec les diverses fortunes et des incidents comme ceux qui attendaient les mineurs au cours de leur vie. 
Travaillant avec succès au niveau de Gabriel's Gully, puis à Molyneux et à Milburn, la dernière place mentionnée étant dénommée d’après lui.

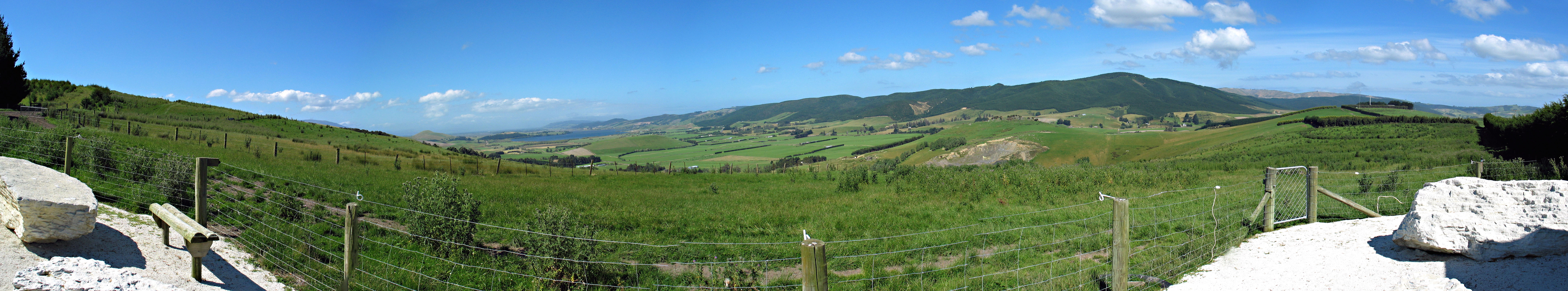
Panorama à partir du point de vue de ‘Whale Fossil’ à proximité de la ville de Milburn